# Condado de Vance
El condado de Vance (en inglés: Vance County, North Carolina), fundado en 1881, es uno de los 100 condados del estado estadounidense de Carolina del Norte. En el año 2000 tenía una población de 42 954 habitantes con una densidad poblacional de 65 personas por km². La sede del condado es Henderson.

## Geografía
Según la Oficina del Censo, el condado tiene un área total de 699 km² (269,9 mi²), de la cual 658 km² (254,1 mi²) es tierra y 41 km² (15,8 mi²) es agua.

### Municipios
El condado se divide en ocho municipios: Municipio de Dabney, Municipio de Henderson, Municipio de Kittrell, Municipio de Middleburg, Municipio de Sandy Creek, Municipio de Townsville, Municipio de Watkins y Municipio de Williamsboro.

### Condados adyacentes
- Condado de Mecklenburg norte
- Condado de Warren este
- Condado de Franklin sur
- Condado de Graville oeste

## Demografía
En el 2000 la renta per cápita promedia del condado era de $31 301, y el ingreso promedio para una familia era de $36 389. El ingreso per cápita para el condado era de $15 897. En 2000 los hombres tenían un ingreso per cápita de $28 284 contra $21 433 para las mujeres. Alrededor del 20,5% de la población estaba bajo el umbral de pobreza nacional.

## Lugares

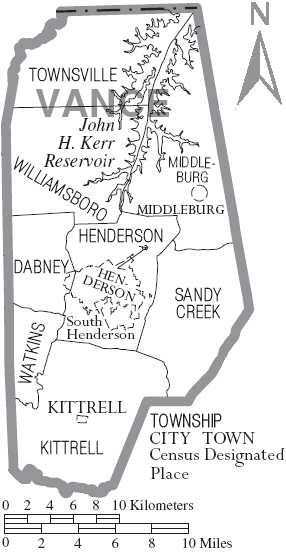
Mapa del Condado de Vance en Carolina del Norte con sus municipios

### Ciudades y pueblos
- Henderson
- Kittrell
- Middleburg
- South Henderson